# Casa dei Ponziani

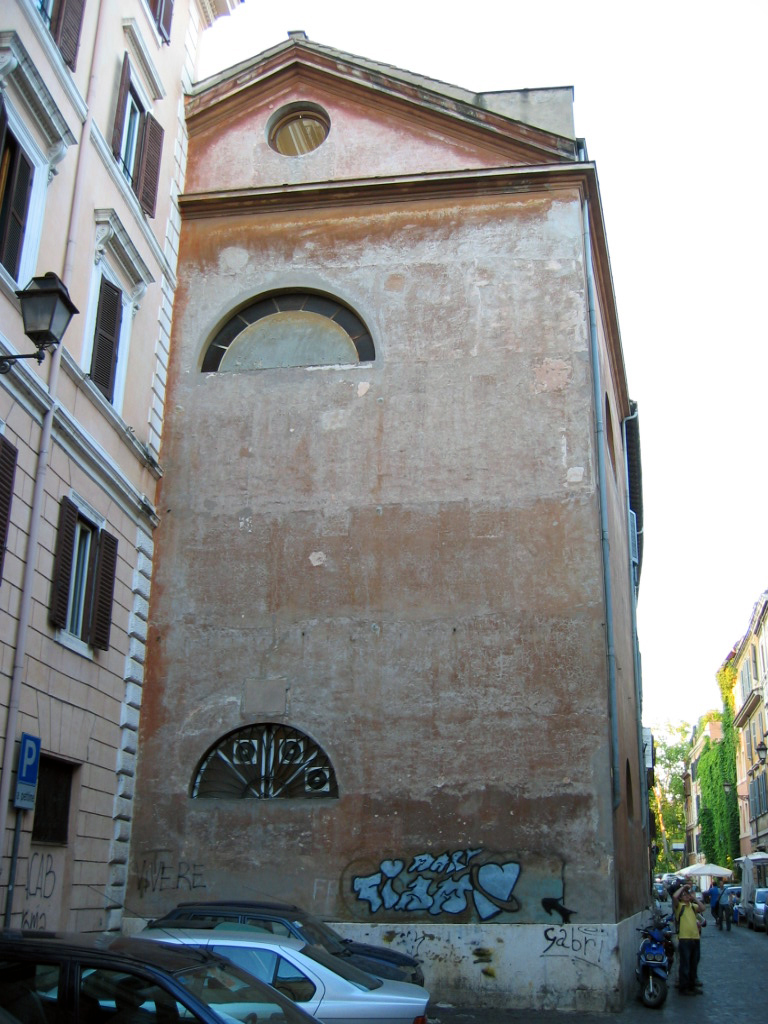
Fachada num pequeno largo na Via dei Vascellari (que continua à direita).

Casa dei Ponziani ou Palazzo Ponziani é um palácio medieval localizado na esquina da Via dei Vascellari com a Via dei Salumi, no rione Trastevere de Roma. É famosa por ter sido a casa de Santa Francesca Romana. Atualmente abriga a Casa di Santa Francesca Romana, uma pensão (hostel) para estudantes e peregrinos. 

## História
A Casa dei Ponziani é um edifício muito importante de Roma do ponto de vista histórico, seja por ter sido construído durante o período medieval (século XIV), seja por ter sido a residência onde viveu e morreu Francesca Bussa, mais conhecida como Santa Francesca Romana, chamada pelos romanos de "Ceccolella". Francesca se casou com apenas doze anos de idade com Renzo Ponziani, da rica família de comerciantes de carne (em italiano:  macellari) romana dos Ponziani, e viveu ali com seus sogros, Andreozzo Ponziani e Cecilia Mellini, e seu cunhado Paluzzo, casado com Vannozza De Felicibus. Foi um casamento de interesses e o único objetivo de Francesca era se dedicar às boas obras juntamente com Vannozza. Por conta disto, o palácio da família se transformou num abrigo para os pobres e enfermos no qual Francesca empenhava todo o dinheiro da família. Como seria de se esperar, esse comportamento provocou conflitos com seu marido e seu sogro, o que só arrefeceu com o nascimento dos três filhos de Francesca, dos quais apenas um, Battista, sobreviveu. A partir daí, ela foi mãe e esposa, mas sem nunca deixar de lado sua missão, fundando para isso uma comunidade religiosa, a ordem das "Oblatas do Monte Oliveto" (Oblatas de Santa Francesca Romana), que mais tarde se instalou numa sede na Via di Tor de' Specchi, o Monastero di Tor de' Specchi. Depois da morte do marido, em 1436, Francesca se retirou para o convento das oblatas com a intenção de nunca mais retornar para o Palazzo Ponziani. Contudo, em 1440, ela foi obrigada a retornar para ajudar ao seu filho, acometido pela peste. Depois de ajudá-lo a sobreviver, ela própria adoeceu e morreu poucos dias depois, em 9 de março de 1440. 
Com a morte de Francesca, o palácio passou para Battista e dele para sua neta, também chamada Vannozza, que o passou como dote para seu primeiro marido, Mattia Muti, e depois para o segundo, Giovanni Battista Forteguerri, que afixou seu brasão na esquina com a Via dei Salumi, ainda hoje perfeitamente visível. Depois, o palácio passou para a família Altieri, que gradualmente o transformou num celeiro. Em 1799, o edifício foi concedido ao sacerdote Giovacchino Michelini, pároco da igreja de San Salvatore a Ponte Rotto, que o transformou num recreatório para as crianças pobres do Trastevere. Em 1807, o sacerdote e o cônego Antonio Muccioli converteram novamente o edifício, desta vez para um local de reuniões para exercícios espirituais (chamados "mute"), praticados por oito dias como preparação para a Primeira Comunhão. Nesta época, o palácio recebeu o nome de Opera Pia di Ponterotto, uma referência à vizinha Ponte Rotto. Depois da morte de Gioacchino, em 1825, o palácio passou a ser comandado pelo monsenhor Belisario Cristaldi, que o ampliou depois de adquirir uma casa vizinha de propriedade das irmãs florentinas da família Rilli. Ali Giovanni Mastai Ferretti desenvolveu sua obra apostólica, começando como simples cônego e terminando, já como papa Pio IX, numa visita recordada por uma lápide no local. Uma outra relembra que o papa João XXIII celebrou ali uma missa em 23 de maio de 1959 e distribuiu a Primeira Comunhão a 40 crianças. Atualmente a Opera Pia se chama Casa di Santa Francesca Romana e funciona como uma pensão (hostel) para estudantes e peregrinos.

## Descrição
A fachada se apresenta em dois pisos com janelas, no primeiro arquitravadas e com molduras de mármore e no segundo, com molduras simples. No térreo se abrem portas e janelas semi-circulares. No interior há uma capela, Santa Francesca Romana a Ponte Rotto‎, e outros aposentos decorados com belas obras de arte.